# Demo '91
Demo '91, es el segundo demo de la banda de metal industrial Fear Factory. Publicado el 25 de agosto de 1991 a través del sello Regurgitated Noise.

## Lista de canciones
| N.º | Título            | Duración |  |
| 1.  | «Big God»         | 1:48     |  |
| 2.  | «Self Immolation» | 2:55     |  |
| 3.  | «Soul Womb»       | 2:38     |  |

Raymond Herrera se dañó las manos en un accidente de motocicleta durante esta época, por lo que se utilizaron cajas de ritmos en su lugar.
También conocidas como las sesiones de John Fenton, llamadas así por el productor.
Estas pistas se incluyeron como canciones adicionales en la versión en formato digipack de edición limitada de Mechanize.

## Personal
- Burton C. Bell - voz
- Dino Cazares - guitarra, bajo, batería
- Andy Romero - bajo